# Astana Tigers
Astana Tigers (russisch Тигры Астана) ist ein ehemaliger kasachischer Basketballverein aus Astana. Er spielte in der kasachischen National League.
Der Verein wurde 2000 gegründet. In der Saison 2009/2010 belegten die Astana Tigers in der National League unter fünf Basketballvereinen den ersten Platz. Auch in den fünf vorherigen Spielzeiten wurde das Team Meister. Insgesamt gewannen die Astana Tigers bereits sechsmal die kasachische Meisterschaft. Im 21. FIBA Asien Champions Cup belegte die Mannschaft den fünften Platz.
Ab der Saison 2011/2012 wurde der Club umfirmiert, damit die Nachfolgemannschaft in der VTB United League, einer internationalen Profiliga, spielen kann. Über den Nachfolgeclub siehe unter BC Astana.